# Astragalus hakkariensis
Astragalus hakkariensis är en ärtväxtart som beskrevs av Dieter Podlech. Astragalus hakkariensis ingår i släktet vedlar, och familjen ärtväxter. Inga underarter finns listade i Catalogue of Life.